# Nicolas Hieronimus
Nicolas Hieronimus est le directeur général du groupe L'Oréal depuis le 1er mai 2021, le sixième directeur général dans l'histoire du groupe, prenant la place de Jean-Paul Agon, qui reste président du conseil d’administration.

## Origines et formations
Nicolas Hieronimus est né le 3 janvier 1964, à Paris. Il est le fils d’un père producteur TV et d’une mère ingénieur dans le secteur aérospatial.
Il obtient son bac à 16 ans, à l’issue de sa scolarité au Lycée Buffon. À la suite d'une classe préparatoire aux grandes écoles, il intègre l’ESSEC en 1981 et en sort diplômé en 1985, spécialisation marketing.

## Carrière au sein de L’Oréal

### Débuts au sein des Laboratoires Garnier
Nicolas Hieronimus a rejoint L'Oréal en 1987 en tant que Chef de produit chez Garnier.
En tant que directeur Marketing des Laboratoires Garnier, il a développé et lancé dans les années 1990 les gammes de soins capillaires Fructis et de coloration Movida. En 1998, il a dirigé l’affaire Garnier/Maybelline au Royaume-Uni et a lancé la gamme Fructis, ainsi que la marque Maybelline sur le marché,

### L’Oréal Paris
En 2000, Nicolas Hieronimus est nommé Directeur Général de L’Oréal Paris France. À la demande de Lindsay Owen Jones et Patrick Rabain, il a constitué la Direction de Marque Internationale de L’Oréal Paris et est devenu Directeur Général International de L’Oréal Paris. Il orchestre le développement stratégique et la mondialisation de la marque, et lance le soin de la peau Dermo-Expertise et la gamme pour hommes, Men Expert.

### Direction générale des divisions de L’Oréal
Après avoir repris les rênes de L’Oréal Mexique à partir de 2005, Nicolas Hieronimus est devenu en 2008 Directeur Général de la Division des Produits Professionnels. Il y renforce le leadership mondial en lançant notamment la coloration Inoa.
En janvier 2011, Jean-Paul Agon, PDG de L’Oréal, le nomme Directeur Général de L’Oréal Luxe qu’il a transformée en opérant une montée en gamme et une modernisation des grandes marques, et en misant sur l’expérience consommateur, le service et le retail. Il pilote les acquisitions des marques Urban Decay, IT Cosmetics, Atelier Cologne, ainsi que de la licence Valentino et la prolongation de la licence Armani.
Sous son impulsion, quatre marques du portefeuille de la division franchissent le seuil du milliard d’euros de chiffre d’affaires à la fin de la décennie : Lancôme, Giorgio Armani Beauty, Kiehl’s et Yves Saint Laurent Beauté.
La division signe une croissance moyenne annuelle de 7,7% en données comparables.
Tout en continuant d’assurer la Présidence de L’Oréal Luxe, Nicolas Hieronimus devient, le 1er juillet 2013, Vice-président-directeur général des Divisions Sélectives (Luxe, Cosmétique Active, Produits Professionnels). Au 1er mai 2017, il est nommé directeur général adjoint du Groupe L’Oréal, chargé des Divisions Produits Grand Public, Cosmétique Active, L’Oréal Luxe et Produits Professionnels.
Le 1er mai 2021, il devient Directeur Général du groupe. Jean-Paul Agon reste président du Conseil d'Administration.

## Vie privée
Marié à Géraldine Hieronimus (née Lefebvre), il est père de deux garçons.

## Décoration personnelle
Depuis 2016, Nicolas Hieronimus est Chevalier de la Légion d’Honneur.